# Henryk Herszfinkiel

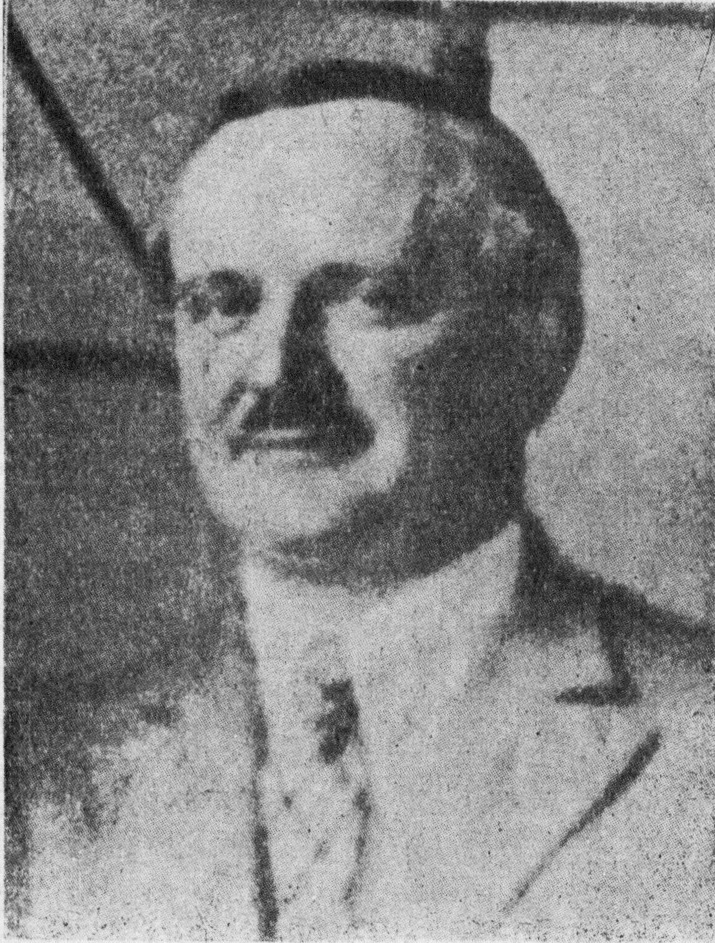
Henryk Herszfinkiel

Henryk Herszfinkiel (ur. 27 września 1881 w Piotrkowie, zm. 1942 we Lwowie) – polski radiochemik, docent Wolnej Wszechnicy Polskiej.

## Życiorys
Od 20 listopada 1900 studiował na Wydziale Filozoficznym Uniwersytetu Berneńskiego, uzyskując w 1907 roku tytuł doktora magna cum laude po przedstawieniu rozprawy na temat syntezy molibdenianów, fosforomolibdenianów i arsenomolibdenianów cezu i rubidu, przygotowanej pod kierunkiem Karla Friedheima. Zajął się następnie na krótko chemią barwników, po czym został nadetatowym asystentem Marii Skłodowskiej-Curie, wyłączną pracę naukową w Paryżu umożliwiło mu w latach 1909–1911 stypendium Carnegiego. Herszfinkiel opracowywał wydajną metodę pozyskiwania radonu, radu metalicznego i radu D (izotopu ołowiu). Od 1917 do 1939 związany był z pracownią radiologiczną Towarzystwa Naukowego Warszawskiego. Współpracował z Ludwikiem Wertensteinem, Hilarym Lachsem i Henrykiem Jędrzejowskim. W 1930 roku habilitował się na Wolnej Wszechnicy Polskiej w dziedzinie radiochemii. W 1939 roku uciekł do Lwowa, zginął w sierpniu 1942 roku podczas likwidacji lwowskiego getta.

## Wybrane prace
- Ueber Molybdate, Sulfomolybdate, Phosphor- und Arsenmolybdate des Rubidiums und Caesiums. Buchdruckerei G. Iseli, 1907
- Actions chimiques de l'émanation du radium et de la lumière ultra-violette. Le Radium, 1909
- Sur le radioplomb. Le Radium, 1910
- Über eine abnorm hohe Wärmeproduktion bei dem Thormineral Orangit. Naturwissenschaften, 1929
- Einige Bemerkungen über isobare Elemente. Naturwissenschaften, 1929
- O promieniotwórczości samaru. Acta Phys Pol 3, 1934
- Przyczynek do badań nad radiokoloidami. Roczniki Chemii, 1934